# 日本鋼管野球部
日本鋼管野球部（にほんこうかんやきゅうぶ）は、神奈川県川崎市に本拠地を置き、日本野球連盟に加盟していた社会人野球の企業チームである。1987年に解散した。
運営母体は、日本鋼管。

## 概要
1952年、日本鋼管が『日本鋼管野球部』として神奈川県横浜市を本拠地として設立させた。翌1953年には都市対抗野球に初めて出場し、ベスト8に進出。
1970年に京浜製鉄所が発足したのに伴って、本拠地を神奈川県川崎市に移転した。
しかし、移転から3年間にわたり都市対抗予選での敗退が続き、これを受けて鋼打線と呼ばれる打撃強化に注力したチーム作りが進められた。他社に先駆けてウエイトトレーニングを取り入れ、また練習時間の70％を打撃練習に費やすと言われたほどの方針で、金属バット導入や狭い川崎球場での都市対抗予選に適応していった。
その結果、1973年には都市対抗野球で初優勝を果たし、3年後の1976年の都市対抗野球では2度目の優勝をしている。また、1980年まで8年連続で都市対抗本大会に出場した。
しかし、鉄鋼不況の影響による日本鋼管の厳しい合理化の一環として1987年に当チームは広島県福山市に本拠地を置く日本鋼管福山野球部に統合され、新たにNKK硬式野球部と名乗る事が決まり、同年11月に解散届が日本野球連盟に提出された。選手たちの一部は福山に移籍した。
野球部グラウンド跡地は、1992年にワイルドブルーヨコハマとなったが、それも2001年に閉鎖され、現在はヨコハマアイランドガーデンと言うマンションになっている。

## 沿革
- 1952年 - 本拠地を神奈川県横浜市に置き、『日本鋼管』として創部。
- 1953年 - 都市対抗野球に初出場。
- 1960年 - 日本産業対抗野球大会で優勝。
- 1970年 - 本拠地を神奈川県川崎市に移転。
- 1973年 - 都市対抗野球で初優勝。
- 1975年 - 日本選手権に初出場。
- 1976年 - 都市対抗野球で2度目の優勝。
- 1987年 - 解散、日本鋼管福山に統合されてNKKとなる。

## 主要大会の出場歴・最高成績
- 都市対抗野球大会 - 出場19回、優勝2回（1973年、1976年）
- 日本産業対抗野球大会 - 出場4回、優勝1回（1961年）
- 社会人野球日本選手権大会 - 出場2回
- JABA東京スポニチ大会 - 優勝3回（1958年、1960年、1985年）
- JABA長野県知事旗争奪野球大会 - 優勝1回（1962年）
- JABA日立市長杯争奪大会 - 優勝1回（1984年）
- JABA静岡大会 - 優勝3回（1975年、1983年、1984年）
- JABAベーブルース杯争奪大会 - 優勝4回（1959年、1979年、1980年、1984年）
- JABA京都大会 - 優勝1回（1975年）
- JABA広島大会 - 優勝1回（1964年）
- JABA九州大会 - 優勝1回（1982年）

## 主な出身プロ野球選手
- 黒田勉（投手） - 1956年に近鉄パールスに入団
- 高橋直樹（投手） - 1967年ドラフト3位で東映フライヤーズに指名され、当部に1年在籍後入団
- 倉持明（投手） - 1971年ドラフト4位でロッテオリオンズに入団
- 小川邦和（投手） - 1972年ドラフト7位で読売ジャイアンツに入団
- 梶間健一（投手） - 1976年ドラフト2位でヤクルトスワローズに入団
- 木田勇（投手） - 1979年ドラフト1位で日本ハムファイターズに入団
- 中島浩人（投手） - 1982年ドラフト5位で読売ジャイアンツに入団
- 古川利行（投手） - 1984年ドラフト3位で中日ドラゴンズに入団

## かつて在籍していた選手
- 石井連藏（投手） - 元早稲田大学野球部監督
- 宇賀山徹（内野手） - 慶大で活躍、1973年都市対抗で橋戸賞を獲得
- 樋野和寿（内野手） - 松山商では1969年夏の甲子園で優勝し明大でも活躍、社会人ベストナイン（三塁手部門）2度受賞、1976年都市対抗で橋戸賞を獲得
- 前川善裕（外野手） - 1976年ドラフトでロッテ・オリオンズの2位指名を拒否し残留、社会人ベストナイン（外野手部門）3度受賞、1984年都市対抗で久慈賞を獲得
- 坂本佳一（投手） - 東邦高時代に甲子園で活躍し「バンビ」の愛称を付けられた
- 斎藤茂樹（内野手） - 元明治大学硬式野球部監督